# 出羽留守氏
出羽留守氏（でわるすし）は藤原北家秀郷流首藤氏の流れを汲む国司の後裔、出羽国の土豪。

## 概要

### 出自・歴史
留守氏は康平5年（1062年）源義家に従軍し出羽留守職を命じられた首藤主馬首資清を元祖とし、その職名から代々留守氏と称し飽海郡新田目城を拠点に活動した。また、先祖は近江国今井より起こり今井留守ともいう。家紋は須藤氏族の丸に一文字を用いる。

### 新留守・本留守
文治5年（1189年）源頼朝の命により地頭の隠匿する墾田地に対し検地を行い、正治２年（1200年）には留守所に対し地頭の所務について藤原秀衡、泰衡の旧規則に従うよう命じられるなど国司として活動していた。当時は新留守、本留守の２ヶ所が存在し新田目城の留守氏は本留守といい代々吹浦一宮大物忌神社の神主家となった家ともいわれる。新留守は高瀬村北目楯を拠点とし、北目地頭新留守殿として承久2年（1220）鎌倉幕府より出羽国両所宮の修造を命じられている。また、両家ともに国司として吹浦大物忌神社の神事に勤仕している。新留守の子孫は菅原氏を称した。

### 南北朝時代
南北朝時代には留守氏は塚淵へ進出し城塁を構え勢力を拡大したが、南朝に与した為に応永16年（1409年）一時没落する。だが、永享2年（1430年）には程なくその勢力を回復、飽海郡の観音寺城に一族の今井喜助を在城させ、土豪として砂越氏と並んで川北（最上川より北の地域）で勢力を有していた。

### 戦国時代
戦国時代に入ると留守氏は大宝寺氏に仕える。中興初代留守孫五郎は明応年中に大宝寺政氏に、2代留守孫九郎は大永2年（1522年）大宝寺晴時に仕え、3代留守遠江守は天文5年（1536年）に大宝寺義増の旗本になっている。なお、天文15年（1546）には銭100貫文入りの甕を掘り出したという。また、弘治元年（1555年）には狩川にて一門の留守太郎が討死している。
永禄6年（1563年）には4代留守遠江守が大宝寺義氏に仕える。天正11年（1583年）東禅寺前森蔵人が最上義光と通じ、義氏に謀反を起こし尾浦城を攻めると最上軍は六十里越より庄内に侵入、留守遠江守は尾浦城救援のため出陣するが義氏は自害する。この戦いで弟義興が当主に擁立され、義光は尾浦城に中山玄蕃を据え庄内は最上勢の支配下となる。留守遠江守は山形へ登城し舎弟の留守孫五郎を近侍として差し上げ最上家に仕えた。
天正13年（1585年）には5代留守遠江守が最上家に仕えたが、天正14年（1586年）義興と前森蔵人の争いでは義興側に付いた為前森の武将平藤仙右衛門により新田目板橋にて一門衆の今井兵庫が討ち取られた。
天正16年（1588年）、大宝寺義勝を擁する本庄繁長が庄内に侵攻（十五里ヶ原の戦い）すると留守遠江守は尾浦城に籠城するが落城。庄内を上杉勢が支配すると甘粕備後守景継の配下となり上杉景勝に従い留守遠江守は小田原征伐、九戸政実の乱、文禄の役を来次氏と共に従軍した。慶長出羽合戦の際は東禅寺城の城代志駄義秀の配下となり奮戦。留守遠江守は来次氏ら川北勢と共に六十里越より最上領に侵入し寒河江の白岩城や谷地城を落とすなど功を上げるものの関ヶ原の戦いで西軍が破れた為東禅寺城に籠城となり、落城後庄内が最上領となった後浪人となった。
留守氏は代々留守の職名を姓としてきたが天下が統一された世に留守所の職名を名乗るのは憚られるため姓を今井と改め帰農し子孫は肝煎、大組頭となった。

## 歴代当主
1. 留守孫五郎（大宝寺政氏配下）
2. 留守孫九郎（大宝寺晴時配下）
3. 留守遠江守（大宝寺義増配下）
4. 留守遠江守（大宝寺義氏、最上義光配下）
5. 留守遠江守（最上義光、上杉景勝配下）

## 一族
- 留守孫五郎（新田目留守遠江守舎弟）
- 留守太郎
- 今井兵庫
- 今井弥七
- 今井喜助